# Lloyd Bochner
Pour les articles homonymes, voir Bochner.
Lloyd Bochner est un acteur canadien  né le 29 juillet 1924 à Toronto (Canada) et mort le 29 octobre 2005 à Santa Monica, en Californie (États-Unis).
Sa carrière s'étend sur cinquante années dans le milieu de la télévision et du cinéma américain, souvent cantonné aux rôles de méchants dans de nombreux seconds rôles. Il est resté notamment dans les mémoires pour son rôle de Cecil Colby en 1981-1982 dans la série Dynastie.

## Biographie
Lloyd Bochner est né dans une famille juive à Toronto, Ontario, Canada.
C'est à l'âge de onze ans dans son Ontario natal qu'il a effectué sa première prestation artistique à la radio.
Étudiant en sociologie à l'université de Toronto, il sert dans la marine canadienne durant la Seconde Guerre mondiale.
De retour au pays, il embrasse avec succès la carrière d'acteur qui lui vaudra d'être récompensé de deux "Liberty Awards Canada's top acteur honor".
En 1951, il part travailler à New York puis en 1953 rejoint la troupe du "Stratford Festival of Canada" où pendant six ans il interprète les rôles de Horatio dans "Hamlet", Orsino dans "Twelfth Night" et Duke Vincentio dans "Measure for Measure, " au côté de James Mason.
En 1960 Bochner déménage à Los Angeles où il est covedette de la série télévisée Hong Kong.
En 1963, Bochner interprète un cryptographe du gouvernement dans l'épisode "Comment servir l'homme" de la série "La quatrième dimension" (The Twilight Zone en VO), l'un des meilleurs épisodes de la série.
Au cinéma, dans des seconds rôles, il partage la vedette avec Frank Sinatra (Le Détective en 1968), avec Lee Marvin (Le Point de non-retour en 1967) ou encore avec Barbara Stanwyck (Celui qui n'existait pas en 1964).
C'est à la télévision néanmoins qu'il fait carrière dans toutes les séries de l'époque (Ma sorcière bien-aimée, Papa Schultz , Les Mystères de l'Ouest, Mission impossible, Mannix, Hawaï police d'État, Drôles de dames, Hôtel, La croisière s'amuse, Galactica, Pour l'amour du risque, Matt Houston, Manimal, Arabesque, Madame est servie...).
Le rôle de Cecil Colby en 1981-1982 dans le feuilleton Dynastie l'immortalise aux yeux du grand public.
Retenu d'abord pour le rôle de Channing Capwell dans le feuilleton Santa Barbara, une attaque cardiaque en 1984 l'éloigne provisoirement du petit écran.
En 1998, il est le cofondateur du " Committee to End Violence", un panel chargé d'étudier l'impact des images violentes sur la culture nord-américaine.
Lloyd Bochner est mort d'un cancer le 29 octobre 2005, à son domicile de Santa Monica, Californie.

## Vie personnelle
Marié à Ruth Bochner, il est le père de trois enfants (l'acteur Hart Bochner, Paul Bochner, et Johanna Courtleigh).

## Filmographie
- 1946 : The Mapleville Story de Gordon Sparling
- 1949 : One Man's Family (en) (série TV) : Capt. Nicholas Lacey (1952)
- 1953 : On the Spot (en) (série TV) : Host
- 1953 : King Lear (TV) : Young gentleman
- 1955 : Farm Calendar de Roman Kroitor : Narrator (voix)
- 1960 : Soirée at St. Hilarion de René Bonnière : Narrator
- 1960 : The Citadel (en) (TV) : Freddie Parker
- 1960 : Thriller (série TV)
- 1963 : Drums of Africa (en) de James B. Clark : David Moore
- 1964 : Celui qui n'existait pas (The Night Walker) de William Castle : The Dream (George Fuller)
- 1965 : L'Enquête (Sylvia) de Gordon Douglas : Bruce Stamford III
- 1965 : Harlow d'Alex Segal : Marc Peters
- 1965 : Combat ! (Combat!) : Major Thorne
- 1966 : Le Cheval de fer (TV) : John Pendennis
- 1966 : Barefoot in Athens (TV) : Critias
- 1966 : Les Mystères de l'Ouest (The Wild Wild West), (série TV) - Saison 1 épisode 21, La Nuit du Marionnettiste (The Night of the Puppeteer), d'Irving J. Moore : Zachariah Skull
- 1967 : Sail to Glory de Gerald Schnitzer : James Cox Stevens
- 1967 : Le Point de non-retour (Point Blank) de John Boorman : Frederick Carter
- 1967 : Stranger on the Run (TV) : Mr. Gorman
- 1967 : Tony Rome est dangereux (Tony Rome) de Gordon Douglas : Vic Rood
- 1967 : Papa Schultz  (TV) : On file à l'anglaise (Funny Thing Happened on the Way to London) (saison 3 épisode 5) : Capt. Roberts / Lt. Baumann
- 1968 : Tiger by the Tail de R. G. Springsteen : Del Ware
- 1968 : Le Détective (The Detective) de Gordon Douglas : Dr. Wendell Roberts
- 1968 : Braddock (TV) : Lawrence
- 1968 : The Young Runaways (en) d'Arthur Dreifuss : Raymond Allen
- 1968 : Le Cheval aux sabots d'or (The Horse in the Gray Flannel Suit) : Archer Madison
- 1969 : La Cité sous la mer (City Beneath the Sea) de Budd Boetticher (TV)
- 1969 : Mission impossible  (TV) : La Cage de Verre (The Glass Cage) (saison 3 épisode 16) : Maj. Nicholas Zelinko
- 1969 : Mannix  (TV) : La fille de nulle part (The Girl Who Came in with the Tide) (saison 2 épisode 17) : Alec Ryan
- 1970 : Horreur à volonté (The Dunwich Horror) de Daniel Haller : Dr. Cory
- 1970 : Le Terrible Secret (en) (Crowhaven Farm) de Walter Grauman (TV) : Kevin Pierce
- 1971 : They Call It Murder (en) (TV) : A.B. Carr
- 1971 : Mission impossible  (TV) : L'Agitateur (Takeover) (saison 5 épisode 14) : Mayor Steve Tallman
- 1971 : Le Virginien (TV) saison 9 épisode 22 (The Town Killer) : Abel Wilks
- 1972 : Fureur apache (Ulzana's Raid) de Robert Aldrich : Capt. Charles Gates
- 1972 : Mission impossible (TV) : Cinq millions à la clé (The Deal) (saison 7 épisode 3) : Gen. Oliver Hammond
- 1973 : Columbo : Match dangereux (The Most Dangerous Match) : Mazoor Berozski
- 1973 : Satan's School for Girls (en) (TV) : Prof. Delacroix
- 1974 : Rex Harrison Presents Stories of Love (TV)
- 1975 : The Nurse Killer (TV) : Dr. Holmquist
- 1975 : The Man in the Glass Booth d'Arthur Hiller : Churchill
- 1975 : It Seemed Like a Good Idea at the Time (en) de   John Trent (en) : Burton
- 1976 : Collision Course: Truman vs. MacArthur (TV) : Averell Harriman
- 1976 : Richie Brockelman: The Missing 24 Hours (TV) : Davenport
- 1977 : Terraces (TV) : Dr. Roger Cabe
- 1978 : L'Ancien Testament (Greatest Heroes of the Bible) (feuilleton TV) : Imhotep
- 1978 : The Immigrants (TV) : Chris Noel
- 1978 : Du feu dans le ciel (A Fire in the Sky) (TV) : Paul Gilliam
- 1979 : Riel (TV) : Dr. Schultz
- 1979 : The Best Place to Be (TV) : Bob Stockwood
- 1979 : Meurtres à San Francisco (The Golden Gate Murders) (TV) : Dr. Hamill
- 1979 : Mary and Joseph: A Story of Faith (TV) : Matthew
- 1981 : Mr. No Legs : D'Angelo
- 1982 : Adorables Faussaires (The Hot Touch) de Roger Vadim : Severo
- 1982 : Les Monstres du labyrinthe (Mazes and Monsters) (TV)) : Hal
- 1983 : Hôtel (Hotel) (TV)
- 1983 : Lady Revanche de Peter Sasdy : Walter Thornton
- 1983 : Manimal (TV) : Jordon
- 1984 : Louisiane (Louisiana) (TV) : Adrien Damvillier
- 1986 : Corazón de cristal de Gil Bettman : Frank Newley
- 1987 : Double Agent (TV) : Special Agent Vaughn
- 1987 : La Course à la bombe (Race for the Bomb) (feuilleton TV) : Gen. Curtis LeMay
- 1989 : Dick Francis : Blood Sport (TV) : James Culham Offen
- 1989 : Oro Fino (en) de José Antonio de la Loma : Don Pedro
- 1989 : Millenium (Millennium) de Michael Anderson : Walters
- 1991 : Lolita al desnudo de José Antonio de la Loma
- 1991 : Y a-t-il un flic pour sauver le président ? (The Naked Gun 2½: The Smell of Fear) de David Zucker : Terence Baggett
- 1991 : La Dame de Berlin (Berlin Lady) (feuilleton TV) : Wilhelm Speer
- 1992 : Landslide de Jean-Claude Lord : Bull Matterson
- 1993 : Il Caso Dozier (TV) : General Dozier
- 1993 : Morning Glory (TV) : Bob Collins
- 1995 : Lamb Chop's Special Chanukah (TV) : Lloyd
- 1997 : La Légende de la momie (Legend of the Mummy) de Jeffrey Obrow: Abel Trelawny
- 1998 : La Maison-Blanche ne répond plus (Loyal Opposition: Terror in the White House) (TV) : President Hayden
- 2003 : Before I Say Goodbye (TV) : Mac MacDermott
- 2003 : The Commission : John J. McCloy